# حمزة أباد (أيل تيمور)
حمزة أباد (بالفارسية: حمزه‌آباد) هي قرية تقع في إيران في أذربيجان الغربية. يقدر عدد سكانها بـ 120 نسمة .